# See You on the Other Side (альбом Korn)
| Совокупная оценка    | Совокупная оценка |
| Источник             | Оценка            |
| -------------------- | ----------------- |
| Metacritic           | 64/100            |
| Оценки критиков      |                   |
| Источник             | Оценка            |
| Allmusic             | [ 5 ]             |
| Blender              | [ 1 ]             |
| Entertainment Weekly | B+                |
| The Gauntlet         | [ 7 ]             |
| IGN                  | (7.7/10)          |
| New York Daily News  | Favorable         |
| The New York Times   | [ 10 ]            |
| NME                  | [ 11 ]            |
| Q                    | [ 12 ]            |
| Rolling Stone        | [ 13 ]            |

See You on the Other Side (с англ. — «Увидимся на другой стороне») — седьмой студийный альбом ню-метал-группы Korn, вышедший 6 декабря 2005. Это первый альбом группы, записанный без гитариста Брайна Вэлча, который покинул группу по религиозным соображениям, и  последний — с участием Дэвида Сильверии. Также это первый диск группы, записанный с новым лейблом Virgin. Альбом стал золотым 12 января 2006, а позднее, 16 марта 2006, получил статус платинового диска.

## Об альбоме
Рабочим названием альбома было Souvenir of Sadness. Альбом был записан в домашней студии Джонатана Дэвиса, которая также использовалась для записи Take a Look in the Mirror и саундтрека к фильму «Королева проклятых».
Вот что говорит о музыкальном направлении альбома Джонатан Дэвис:
Фанк, тяжесть, темнота и иногда оттенки индастриала. Работая с настолько разными людьми, мы получили гармоничный альбом с массой разнообразных песен. Это совершенно определенно Korn, это совершенно точно движение вперед. На сегодняшний день это наш самый экспериментальный альбом. Мы в восторге. Мы все сидели вместе, когда слушали его, поглядывали друг на друга, словно говоря: «Я не могу поверить, что это наша работа!» Я думаю, что люди будут счастливы погрузиться в наш альбом.
Первый сингл, «Twisted Transistor», был впервые представлен публике на канадской радиостанции CFNY-FM и вышел 21 ноября 2005 года.
Альбом занял второе место в десятке лучших альбомов 2005 года по версии Ultimate Guitar Archive, что является довольно значительным достижением, если учитывать дату выхода альбома.
По результатам на 1 января 2006 года было продано 530 807 копий альбома в США, а общий тираж составил 1 452 000 копий спустя всего месяц после релиза. По результатам на 1 января 2007, в течение 2006 года было продано около 1 800 000 копий за пределами США (не считая продаж в декабре 2005 — в течение месяца после премьеры). Общее количество продаж в США на 1 января 2007 года составило более 1 470 000 копий, а общий тираж по всему миру — около 3 400 000 копий.
Автор обложки альбома и художественного оформления диска — друг Джонатана Дэвиса, нью-йоркский сюрреалист Дэвид Стоупакис. Изображение с обложки основано на тексте песни «Seen It All»:
Я всего лишь ребенок со слезами на глазах, я держу этот подарок, который сломан.
Что теперь у меня осталось?

## Реакция критиков
Альбом See You on the Other Side получил существенно более теплые отзывы критиков, чем предыдущий альбом Take a Look in the Mirror, набрав на Metacritic 64 балла. Критики высоко оценили тягу группы к экспериментам и отметили, что альбом сочетает в себе узнаваемый звук Korn со свежими добавками, которые The Matrix и Аттикус Росс добавили в звук группы.

## Список композиций
- Альбом содержит от 14 до 16 треков, в зависимости от приобретенной версии альбома, а на специальном издании от 20 до 22 треков, и дополнительно 2 видеозаписи с концерта.

1. «Twisted Transistor» — 4:12
2. «Politics» — 3:16
3. «Hypocrites» — 3:49
4. «Souvenir» — 3:49
5. «10 or a 2-Way» — 4:41
6. «Throw Me Away» — 4:41
7. «Love Song» — 4:18
8. «Open Up» — 6:15
9. «Coming Undone» — 3:19
10. «Getting Off» — 3:25
11. «Liar» — 4:14
12. «For No One» — 3:37
13. «Seen It All» — 6:19
14. «Tearjerker» — 5:05
15. «Too Late I’m Dead» — 3:26 — только в версии для Японии
16. «Inside Out» — 3:27 — только в версии, распространяемой через iTunes

### Бонусный диск
1. «It’s Me Again» — 3:35
2. «Eaten Up Inside» — 3:18
3. «Last Legal Drug (Le Petit Mort)» — 5:15
4. «Twisted Transistor» (Dante Ross Mix) — 3:29
5. «Twisted Transistor» (Dummies Club Mix)

- Мультимедийные треки: «Twisted Transistor» и «Hypocrites» (живые выступления, записанные на Арене в Лужниках, Москва, Россия, 22 сентября, 2005)

## Chopped, Screwed, Live, and Unglued
- Disc: 1 (CD)

1. «Twisted Transistor»
2. «Hypocrites»
3. «Getting Over» (при участии DJ Michael «5000» Watts)
4. «Getting Off»
5. «For No One»
6. «Love Song»
7. «10 or a 2-way»
8. «Coming Undone»
9. «Coming Undone Wit It» (Korn vs. Dem Franchize Boyz)

- Disc: 2 (CD)

1. «Hypocrites» (концертная запись, записанная в городе Кёльн, Германия 26 августа, 2005)
2. «Somebody Someone» (концертная запись, записанная в Льюистоне, 26 марта, 2006)
3. «Throw Me Away» (концертная запись, записанная в Льюистоне, 26 марта, 2006)
4. «Liar» (концертная запись, записанная в Ист-Ратерфорд on 28 марта, 2006)
5. «Love Song» (концертная запись, записанная в Фениксе 12 марта, 2006)
6. «Blind» (концертная запись, записанная в Ист-Ратерфорд 28 марта, 2006)
7. «Coming Undone» (Sleazy Days Rock Electro Remix / Acid Planet Remix-France)
8. «Coming Undone» (Stegnation Remix / Acid Planet Remix-Holland)
9. «Coming Undone» (концертная запись, записанная в Center Staging, Бёрбэнк 13 апреля)
10. «Twisted Transistor» (концертная запись, записанная в Center Staging, Бёрбэнк 13 апреля)

- Disc: 3 (DVD)

1. «Twisted Transistor» (видеоклип, сокращенная версия)
2. «Coming Undone» (видеоклип)
3. «Twisted Transistor» (акустическая версия)
4. «Coming Undone» (акустическая версия)
5. «Liar» (анимационное видео)
6. «Coming Undone Wit It» — Korn vs. Dem Franchize Boyz (видеоклип)
  - Бонусные материалы

## Дополнительные факты
- Для сингла Twisted Transistor было снято семиминутное видео (режиссёр Дэйв Мейерс), в котором музыкантов группы Korn изображали приглашенные музыканты: Лил Джон — в роли Дэвиса, Snoop Dogg — в роли Манки, Xzibit — в роли Филди, а Дэвид Баннер изображал Дэвида Сильверию
- Группа написала большую часть альбома и наняла команду музыкальных продюсеров «The Matrix», чтобы улучшить и облегчить звучание альбома.
- Музыканты Korn перепробовали множество продюсеров, прежде чем остановились на The Matrix и Аттикусе Россе. Даллас Остин, Линда Перри, Глен Баллард и Марк Хадсон пробовались на пост продюсера, но в итоге получили отказ.
- В стандартной версии альбом разделен на 5 частей: электронная (Twisted Transistor, Politics, Hypocrites, Souvenir, 10 Or A 2-Way); мелодичная (Throw Me Away, Love Song, Open Up); мощь предыдущих альбомов (Coming Undone, Getting Off, Liar); мрачная и тяжелая (For No One; Seen It All); мрачная и атмосферная (Tearjerker). В последних песнях каждой из частей есть волыночные соло, по которым можно определить следующую часть и настроиться на другое звучание.

## Позиции в чартах
| Чарт (2005)                             | Позиция |
| --------------------------------------- | ------- |
| Australia (ARIA)                        | 19      |
| Austria (Ö3 Austria Top 40)             | 7       |
| Belgium (Ultratop Flanders)             | 49      |
| Belgium (Ultratop Wallonia)             | 61      |
| Finland (Suomen virallinen lista)       | 18      |
| France (SNEP)                           | 24      |
| Germany (Media Control AG)              | 12      |
| Netherlands (MegaCharts)                | 37      |
| New Zealand (RIANZ)                     | 8       |
| Norway (VG-lista)                       | 37      |
| Polish Albums Chart                     | 46      |
| Spain (PROMUSICAE)                      | 82      |
| Sweden (Sverigetopplistan)              | 35      |
| Switzerland (Schweizer Hitparade)       | 11      |
| UK Albums (The Official Charts Company) | 71      |
| US Billboard 200                        | 3       |

| Год  | Песня                | US | US Alt. | US Main. | US Pop | US Dance | AUS | AUT | FIN | GER | IRL | ITA | NLD | NZL | SWI | UK |
| ---- | -------------------- | -- | ------- | -------- | ------ | -------- | --- | --- | --- | --- | --- | --- | --- | --- | --- | -- |
| 2005 | "Twisted Transistor" | 64 | 9       | 3        | 63     | 24       | 24  | 37  | 6   | 63  | 24  | 14  | 27  | —   | 60  | 27 |
| 2006 | "Coming Undone"      | 79 | 14      | 4        | 73     | 29       | 54  | —   | —   | 86  | 49  | 36  | —   | 16  | —   | 63 |
| 2006 | "Politics"           | —  | —       | 18       | —      | 20       | —   | —   | —   | —   | —   | —   | —   | —   | —   | —  |